# Црква Снежне Госпе на Текијама
Црква Снежне Госпе на Текијама је црква и највеће маријанско светилиште у Србији. Арапска реч „текија“ означава мирно почивалиште, обично поред путева, и увек поред добре воде, ако у близини није било већих ханова. Црква је римокатоличка.
Црква Снежне Госпе се налази на самом изласку из Петроварадина према Сремским Карловцима на старом путу Нови Сад — Београд.

## Историјат
Према предању, на месту садашње цркве налазила се средњовековна хришћанска богомоља посвећена Девици Марији, коју су Турци срушили 1526. године. Турци су у 16. веку саградили дрвену џамију са минаретом и малу текију са два дервиша по којој је добила име (на арапском: одмориште). Након одласка Турака , 1687. године, Петроварадин постаје стециште војника, трговаца и земљорадника. Први чланови исусовачког реда у град долазе већ 1693. године где не затичу сачуване средњовековне хришћанске богомоље. 26. јануара 1699. потписан је Карловачки мир. Пре него што је саграђена црква Светог Јурја у Петроварадину у подножју Петроварадинске тврђаве, исусовци су били приморани користити напуштену текијску џамију, коју су преуредили у црквицу и посветлили је празнику Безгрешног Зачећа Маријиног.
Црква Снежне Госпе подигнута је у знак велике победе хришћанства над исламом и велике битке на Везирцу 5. августа 1716. год (дакле на исти датум када је године 358, за папе Либерија, по хроникама, пао снег у Риму, па је „на месту где је снег нашао неугажен“ Либерије саздао Базилику св. Марије Велике, а католици датум славе као спомендан Госпе Снежне). Седамнаест година након што је 1699. потписан Карловачки мир између аустријског и турског царства, над Сремом се опет надвила сцена убијања и пустошења. Бројчано надмоћнија турска војска, на челу са великим везиром Дамат Али Пашом, пристигла је 3. августа 1716. године пред зидине Петроварадина и опсела га. Аустријска војска, под заповедништвом принца Еугена Савојског, одговорила је изласком из Петроварадинске тврђаве 5. августа исте године и у краћој борби недалеко од црквице Безгрешног зачећа Блажене Девице Марије, турска војска је доживела страховит пораз. Уверен да је победа над освајачем извојевана заслугом Девице Марије, принц Еуген Савојски поклонио је петроварадинској цркви Безгрешног зачећа Блажана Девице Марије, икону Богородице са дететом - Исусом у наручју, коју је до тада као светињу носио у ратне походе и пред њом се молио за помоћ са неба за своју војску.
С обзиром да је победа у бици извојевана 5. августа, на дан Снежне Госпе, поменута црква је од тада посвећена Госпи Снежној, односно Госпи Текијској. Због своје чудотворности, ова је икона с временом постала предметом изузетног поштовања, а празник Снежне Госпе - даном највећег ходочашћа у ово маријанско светилиште у Петроварадину како од стране католика, тако и православаца међу којима је ово светилиште веома поштовано. У првим послератним годинама црква Госпе Снежне проширена је о трошку породице настрадалог аустријског подмаршала, грофа Зихрида Брунера, ког су Турци били заробили и на сам дан битке погубили. Друго проширење и преуређење цркве учинили су оци исусовци 1745. године а на дан Светих Јоакима и Ане, 26. јула исте године , свечано је у цркву унесена чудотворна икона Снежне Госпе. У знак сећања на тај догађај Светилиште Госпе Снежне слави и данас тај дан као "Мале Текије", док се празник Госпе Снежне слави у светилишту као "Велике Текије"., .
Садашња црква (у неоготском стилу, са два торња и три звона у једном) саграђена је 1881. године по пројекту загребачког архитекте Хермана Болеа са бочним олтарима посвећеним Св. Ани и Св. Јосипу, залагањем опата Илије Округића Сремца и дозволом Јосипа Јураја Штросмајера.
На задње кубе је постављен крст и полумесец. Полумесец је положен испод крста, као симбол победе хришћанства над исламом августа 1716. Црква је реновирана 1976. године због литургијских промена другог ватиканског сабора када су уклоњени стари олтари.